# Dones a l'Antàrtida

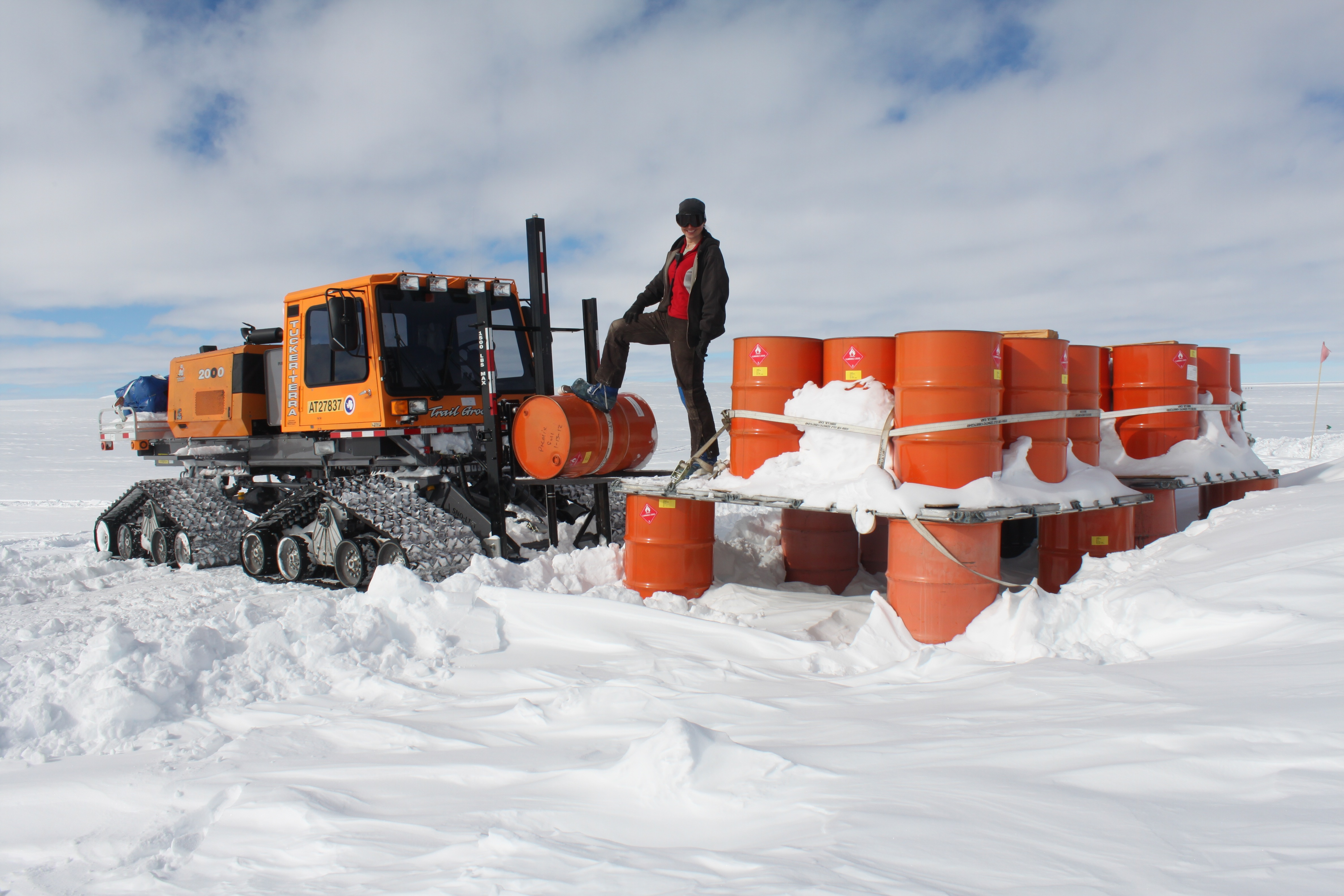
Una dona treballant al camp de divisió de la Capa de gel de l'Antàrtida occidental el 2012

Hi ha hagut dones a l'Antàrtida i explorant les regions de l'Antàrtida durant molts segles. Caroline Mikkelsen es va convertir en la «primera» dona coneguda que va trepitjar una de les illes de l'Antàrtida el 1935. Els primers homes exploradors com Richard Byrd, van anomenar àrees de l'Antàrtida en honor de les dones i a les dones caps d'estat. Quan l'Antàrtida va passar d'un lloc d'exploració i conquesta a una frontera científica, les dones treballaven per ser incloses en les ciències. Els primers països que van tenir dones científiques treballant a l'Antàrtida van ser la Unió Soviètica, Sud-àfrica i l'Argentina.
A més d'explorar i treballar com a científiques, les dones també han tingut un paper de suport com a esposes, recaptadores de fons, publicistes, historiadores, conservadores i administradore d'organitzacions i serveis que donen suport a les operacions antàrtiques. Moltes de les primeres dones de l'Antàrtida eren les esposes dels exploradors. Algunes dones van treballar per l'Antàrtida des de lluny, elaborant polítiques per a un lloc que mai havien vist. Les dones que desitjaven tenir un paper més gran a l'Antàrtida i al mateix continent havien de «superar les suposicions de gènere sobre el gel i superar la inèrcia burocràtica». Quan les dones van començar a irrompre als camps de l'Antàrtida, van trobar que podia ser difícil competir contra homes que ja tenien l'«experiència expedicionària» necessària per a llocs de ciència permanents. Les dones que estaven qualificades per a expedicions o llocs de treball a l'Antàrtida eren menys propenses a ser seleccionades que els homes, fins i tot després d'un estudi realitzat el 1995 per Jane Mocellin que va demostrar que les dones tenien un millor comportament en l'entorn Antàrtic que els homes.

## Les barreres històriques contra la inclusió de les dones
La majoria de les primeres polítiques i pràctiques, inclosa la construcció i creació d'organitzacions antàrtiques, van ser creades inicialment per homes. Originàriament es van excloure les dones de l'exploració primerenca de l'Antàrtida per la creença que «les dones no podien adaptarse en situacions de crisi o temperatura extrema». Vivian Fuchs, que va estar al capdavant de la British Antarctic Survey a la dècada del 1960, va creure que les dones no podien transportar equipament pesat i que les instal·lacions antàrtiques no eren adequades per a les dones. Els Estats Units d'Amèrica van creure durant molts anys que el clima antàrtic era massa dur per a les dones.
Molts homes consideraven l'Antàrtida un lloc on «els homes podien imaginar-se ser uns conquistadors heroics». A la cultura occidental, els territoris fronterers sovint s'associen amb el masclisme. La mateixa Antàrtida va ser concebuda per molts homes exploradors com una «dona virginal» o un «monstruós cos femení» per ser conquerit pels homes. Les dones sovint eren «invocades en termes de denominacions de llocs i de conquesta territorial i, fins i tot, es van animar a tenir nadons a l'Antàrtida». Utilitzar les dones com una conquesta territorial és probablement el més literal en la forma en què l'Argentina i Xile han portat dones embarassades a l'Antàrtida per donar a llum per poder realitzar una reclamació territorial de la zona. Silvia Morella de Palma va ser la primera dona a parir a l'Antàrtida (Emilio Marcos Palma, amb 3,4 kg) a la base argentina de l'Esperança el 7 de gener de 1978.

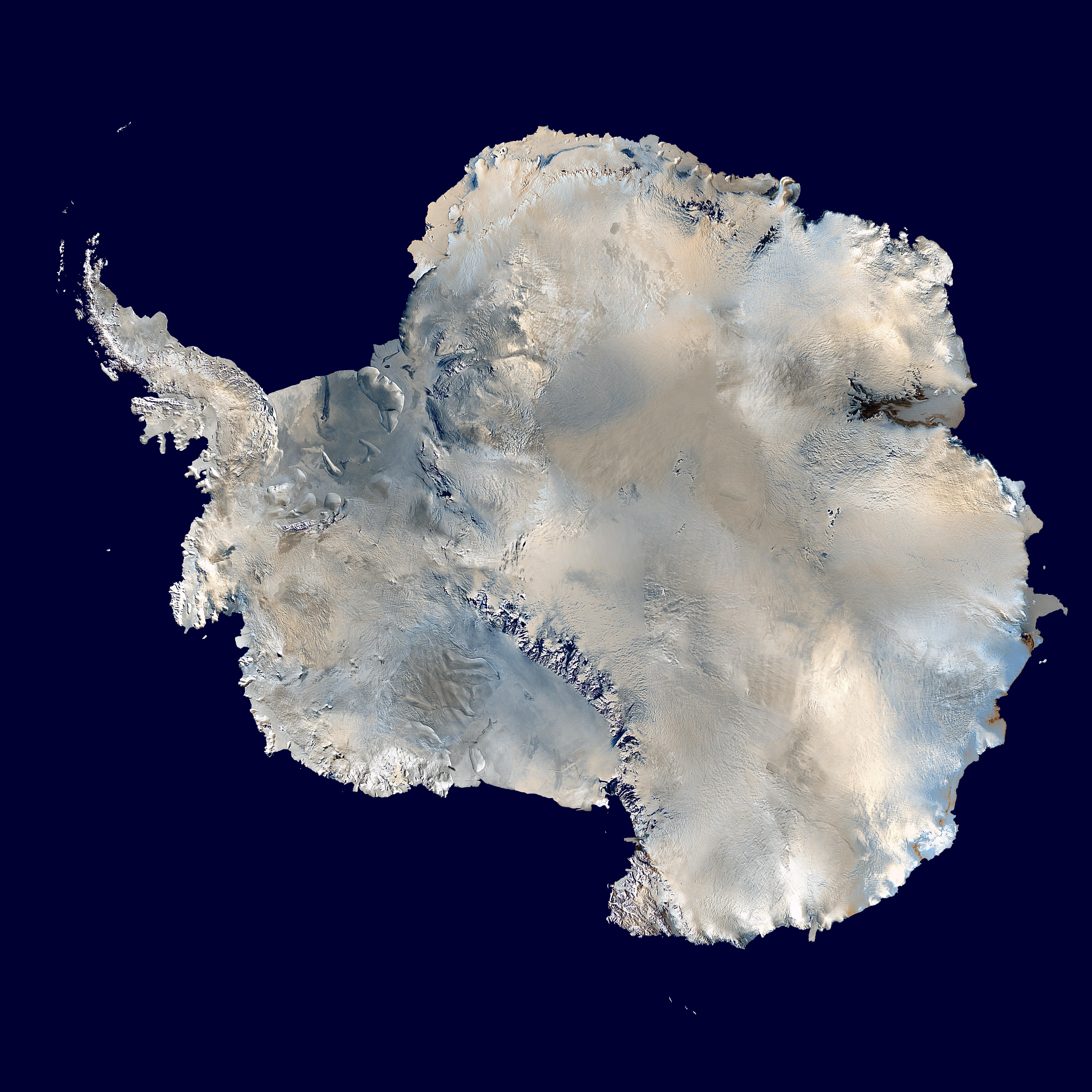
L'Antàrtida vista des de l'espai
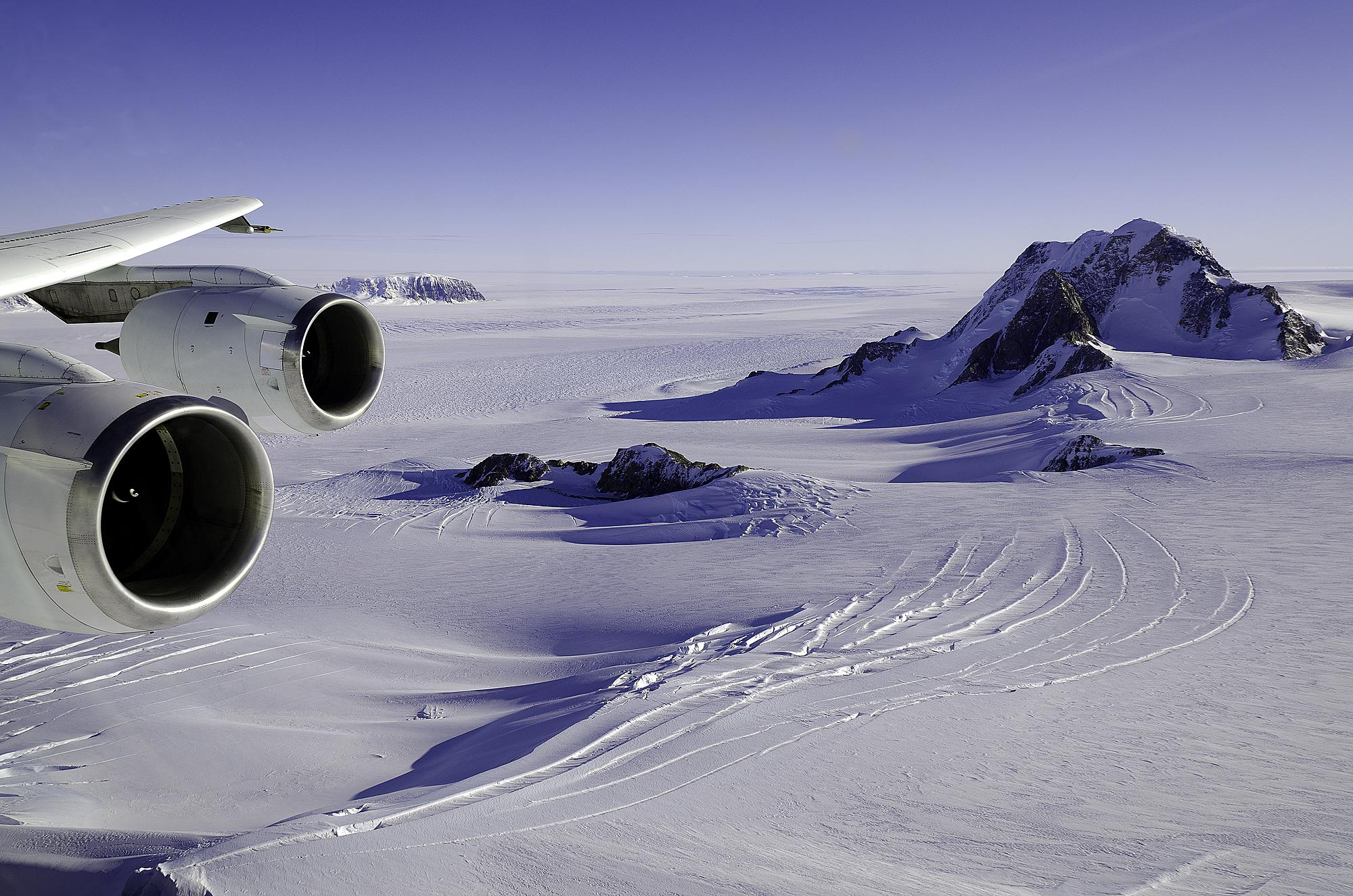
Terra de Marie Byrd, nomenada en honor de l'esposa del contraalmirall Richard E. Byrd el 1929

Als homes els agradava tenir un espai lliure de dones i que a finals de la dècada del 1940 els «permetés continuar amb el tipus de companyia i aventura masculina que havien gaudit durant la Segona Guerra Mundial». En un article de notícies sobre l'Antàrtida escrit el 1958, l'escriptor descriu l'ús de l'enlluernament: «Al continent sense dones, el propòsit de l'enlluernament no és captar l'atenció d'una rossa coqueta, sinó atraure observadors en cas que els exploradors es perdin entre la immensitat congelada». Els espais masculins a l'Antàrtida van resistir el canvi. A la dècada del 1980, els homes van intentar commemorar el «sostre Sixtí» de la barraca de Weddell a l'Antàrtida com a lloc del patrimoni nacional australià d'«alta importància». El «sostre Sixtí» estava cobert amb 92 noies de calendari pornogràfics diferents de dones de les dècades del 1960, 1970 i 1980. Això representava un «únic club masculí» en què els participants creien que les dones espatllarien la «puresa d'un entorn de treball homosocial». El 1983, el diari San Bernardino County Sun va publicar un article sobre l'Antàrtida afirmant que «segueix sent un dels darrers reductes masclistes, on els homes són homes i les dones són superflues». Un científic, Lyle McGinnis, que anava a l'Antàrtida des del 1957, va molestar a les dones del camp, dient que «els homes mai es cansen», i creia que les dones es queixaven perque necessitaven «confort». No tots els homes se sentien així. Altres homes van considerar que la presència de les dones feia millor la vida a l'Antàrtida, i un home enginyer va afirmar que sense dones al voltant, «els homes són porcs». El sociòleg Charles Moskos va afirmar que a mesura que s'introdueixen més dones en un grup, hi ha menys agressions i es desenvolupa una «cultura més civil».
Moltes de les carreres professionals a l'Antàrtida es dediquen a les ciències, on les dones també troben dificultats. A mesura que les dones intentaven treballar en ciències, els arguments que utilitzaven el determinisme biològic, la psicologia evolutiva i les nocions populars de neurobiologia s'utilitzaven com a excusa de per què hi havia menys dones a les ciències. Aquests arguments descrivien com «les dones estan mal adaptades per motius evolutius per a la ciència i l'entorn competitiu del laboratori». Algunes dones van descriure sentir que eren «una mica de broma» treballant a l'Antàrtida i van considerar que els homes les consideraven incapaces.
L'exploració i la investigació científica de l'Antàrtida sovint eren facilitades per les armades nacionals, que sovint no volien dones als seus vaixells. La Marina dels Estats Units d'Amèrica va utilitzar l'excusa que «les instal·lacions de sanejament eren massa primitives» a l'Antàrtida com a excusa per prohibir les dones. La Marina dels Estats Units també va considerar l'Antàrtida un «bastió només masculí». L'almirall George Dufek va dir el 1956 que «les dones s'unirien als equips estatunidencs a l'Antàrtida sobre el seu cadàver». També creia que la presència de dones a l'Antàrtida «destruiria les il·lusions dels homes de ser herois i fronterers». Els grups militars també estaven preocupats per la «mala conducta sexual».
Quan les dones van començar a intentar formar part de l'exploració i investigació antàrtica, el canvi va ser lent. Un article publicat al diari The Daily Herald de Chicago el 1974 descrivia que les dones que arribaven finalment a l'Antàrtida integraven la «terra amb un toc femení definitiu». L'article descriu les olors perfumades de les dones, les maneres d'entretenir els hostes de l'Antàrtida i els «peus delicats» de Caroline Mikkelsen. Finalment, però, «la presència i l'impacte de les investigadores antàrtiques han augmentat ràpidament».

## Les primeres dones implicades a l'Antàrtida

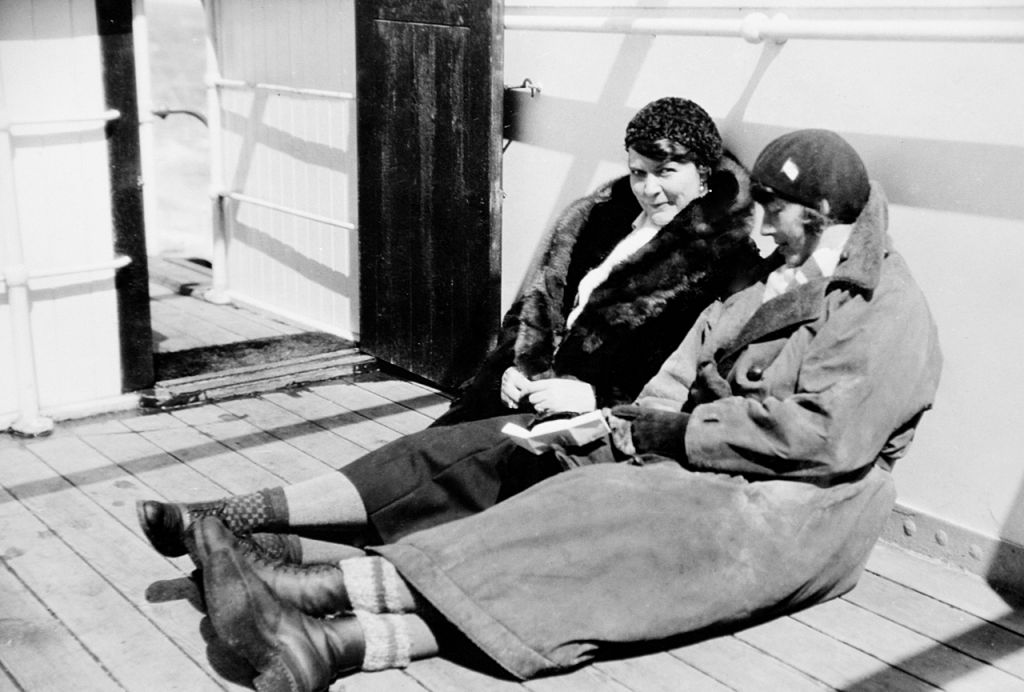
Ingrid Christensen (esquerra) i Mathilde Wegger en un viatge el 1931

La primera dona occidental que va visitar la regió antàrtica va ser Louise Séguin, qui va navegar en el Roland amb Yves Joseph de Kerguelen el 1773.
A principis del segle xx, les dones estaven interessades en anar a l'Antàrtida. Quan Ernest Shackleton va anunciar la seva expedició a l'Antàrtida de 1914, tres dones li van escriure sol·licitant unir-se a l'expedició, tot i que aquestes dones mai havien format part d'un viatge. El 1919, la premsa va informar que les dones volien anar a l'Antàrtida, escrivint que «diverses dones tenien ganes d'incorporar-se, però les seves sol·licituds van ser rebutjades». Més tard, el 1929, vint-i-cinc dones es van presentar a l'Expedició d'investigació antàrtica britànica, australiana i neozelandesa (British, Australian and New Zealand Antarctic Research Expedition, BANZARE) i també van ser rebutjades. Quan es va proposar una expedició antàrtica britànica el 1937, 1.300 dones van sol·licitar l'adhesió. Cap d'aquests 1.300 va anar al continent gelat.
Les dones que eren esposes dels exploradors «van aguantar anys de solitud i ansietat». Dones com Kathleen Scott van recaptar diners per als viatges dels seus marits.
Les primeres dones implicades en l'exploració de l'Antàrtida van ser esposes i companyes de viatgers i exploradors. Les dones acompanyaven els homes com a «dones baleneres» a les aigües antàrtiques. Les primeres dones que van veure el continent antàrtic van ser la noruega Ingrid Christensen i la seva companya, Mathilde Wegger, que viatjaven amb el marit de Christensen. La primera dona que trepitjar el sòl antàrtic, en una illa, va ser Caroline Mikkelsen el 1935; Mikkelsen només va desembarcar breument i també va estar-hi amb el seu marit. Més tard, després de la mort del seu marit, Mikkelsen es va tornar a casar i no va parlar de la seva experiència a l'Antàrtida per «no remoure els seus sentiments». Christensen va tornar a l'Antàrtida tres vegades més després que albirès terra per primera vegada. Finalment va desembarcar a Monòlit de Scullin, convertint-se en la primera dona que va trepitjar el continent antàrtic, seguida de la seva filla, Augusta Sofie Christensen, i de dues dones més: Lillemor Rachlew i Solveig Widerøe. Com que les dones creien que el seu desembarcament no era el primer, no van donar importància al fet.
Els anys 1946 i 1947, Jackie Ronne i Jennie Darlington van ser les primeres dones a passar l'any a l'Antàrtida. Quan Ronne i Darlington van decidir acompanyar els seus marits el 1946 a l'Antàrtida, els homes de l'expedició «van signar una petició per intentar que no vinguèssin». Ronne va treballar com a «gravadora» de la missió. Ronne i Darlington van escriure sobre les seves experiències sobre el gel i, en el cas del llibre de Darlington, sobre com el conflicte entre els membres de l'equip també «va tensar les relacions entre les dues dones». Una de les maneres en què Darlington va intentar encaixar amb els homes del grup va ser fer-se el més «discreta possible dins del grup». Un home, que va veure Darlington per primera vegada quan va arribar a la base antàrtica, «va fugir espantat pensant que s'havia tornat boig». Ambdues dones, en tornar de l'Antàrtida, van restar importància als seus propis papers, deixant que «els seus marits rebessin la major part de l'honor».
El 1948, la diplomàtica britànica Margaret Anstee, va participar en l'Enquesta de les Dependències de les Illes Malvines (Falkland Islands Dependency Survey, FIDS) i va ajudar a fer polítiques per al programa.

## Exploració i ciència addicionals
Les dones científiques van començar a investigar l'Antàrtida des dels vaixells. La primera dona científica, Maria Kliónova, de la Unió Soviètica, va treballar als vaixells Ob i Lena just a la vora de la costa antàrtica del 1955 al 1956. El treball de Klenova va ajudar a crear el primer atles antàrtic. Les dones van servir en vaixells de la Unió Soviètica que anaven a l'Antàrtida després del 1963.
Les primeres dones que van visitar una base estatunidenca i les primeres que van volar a l'Antàrtida van ser Pat Hepinstall i Ruth Kelley, auxiliars de vol de Pan Am, que van passar quatre hores a terra, a l'estació McMurdo, el 15 d'octubre de 1957.
Sovint, les dones que anaven a l'Antàrtida havien de ser aprovades tant de manera oficial com no oficial. Una de les primeres candidates a convertir-se en una de les primeres dones científiques a anar a l'Antàrtida va ser la geòloga Dawn Rodley, qui havia estat aprovada no només pel patrocinador de l'expedició, Colin Bull, sinó també per les dones dels membres de l'equip d'homes. Estava previst que Rodley marxés el 1958, però la Marina dels Estats Units, que s'encarregava de l'operació Deep Freeze, es va negar a portar-la a l'Antàrtida. L'armada estatunidenca va decidir que l'enviament d'un equip de quatre dones seria acceptable, i Bull va començar a formar un equip que incloïa Lois Jones, Kay Lindsay, Eileen McSaveney i Terry Tickhill. Aquestes quatre dones van formar part del grup que es van convertir en les primeres dones a visitar el pol Sud. L'equip de Jones va treballar principalment a Wright Valley. Després del seu retorn, Bull va trobar que diversos dels seus amics estaven molestos per l'afegiment de dones i fins i tot el van qualificar de «traïdor». El primer equip dels Estats Units d'Amèrica format exclusivament per dones va ser dirigit per Lois Jones el 1969. El seu equip, que incloïa les primeres dones que van trepitjar el Pol Sud, van ser utilitzat per la marina com a truc publicitari, «van desfilar» i van ser anomenades «Powderpuff explorers» (exploradores ineficaces).

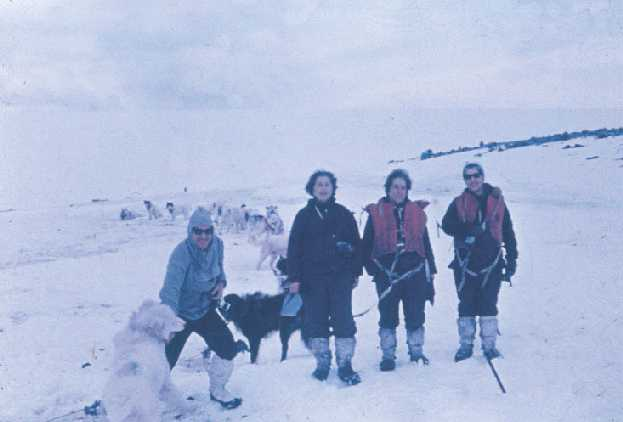
Irene Bernasconi amb altres dones en Base Esperanza, 1968
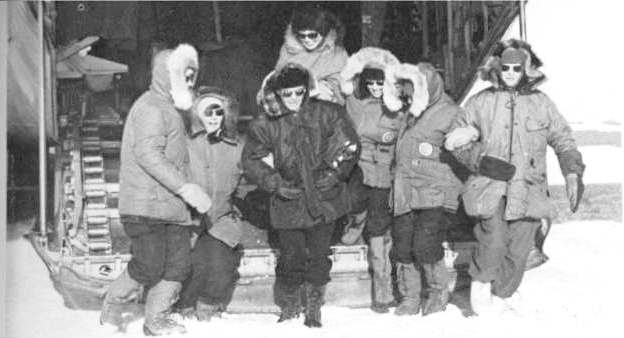
Les primeres dones del pol Sud: Pam Young, Jean Pearson, Lois Jones, Eileen McSaveney, Kay Lindsay i Terry Tickhill, 12 de novembre de 1969
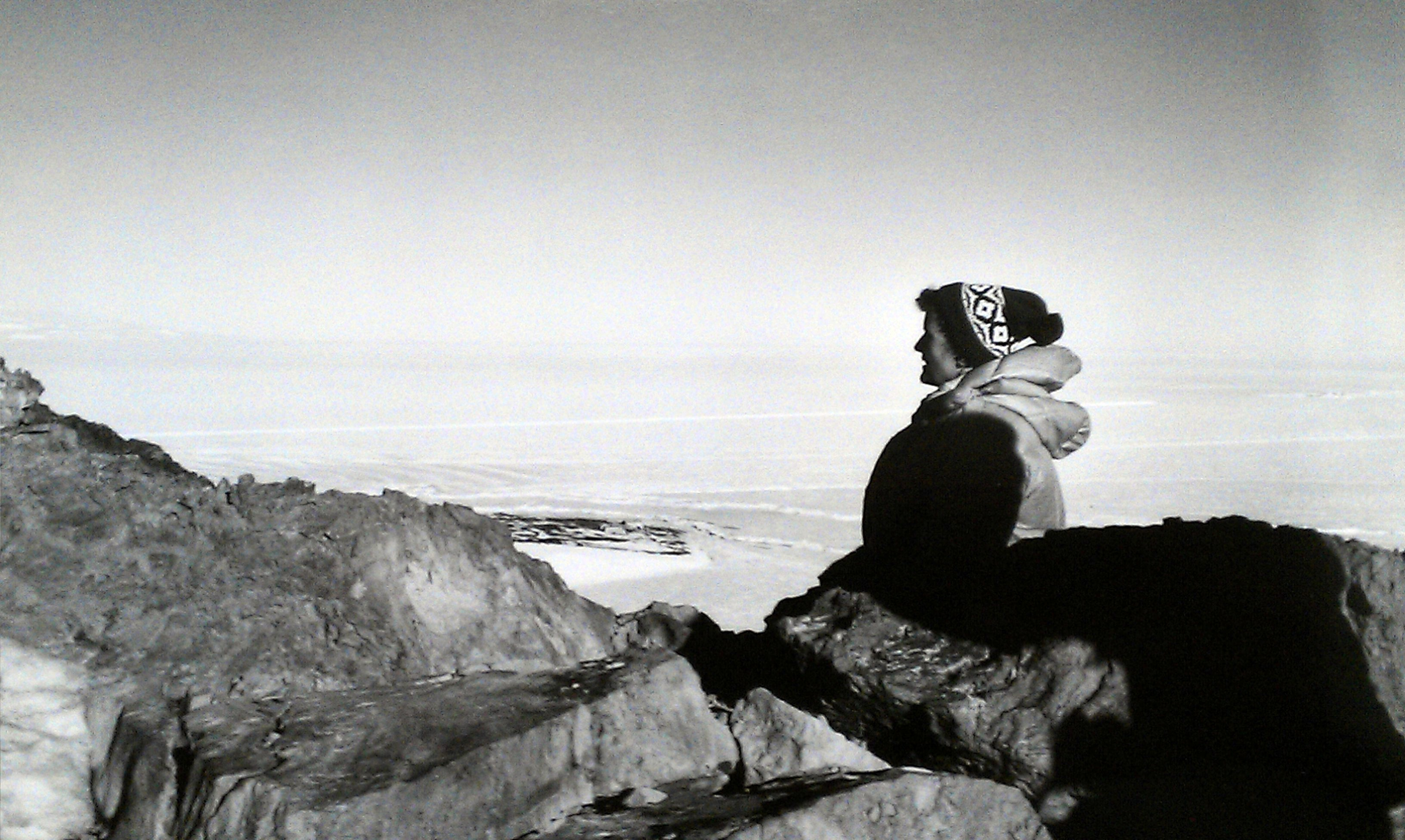
Ursula B. Marvin en l'Antàrtida, 1978-1979

La primera dona dels Estats Units que va entrar a l'interior de l'Antàrtida el 1970 va ser l'enginyera Irene Carswell Peden, qui també es va enfrontar a diversos obstacles per a poder treballar al continent. Peden descriu com s'havia creat una «mitologia sobre les dones que havien anat a la costa, que havien estat un problema» i que, «ja que no havien publicat el seu treball en un any, van ser molt criticades». Els homes de la Marina encarregats d'aprovar el seu viatge a l'Antàrtida «arrossegaven els peus», citant que no hi havia banys de dones disponibles i que sense una altra companya no se li permetria anar. L'almirall encarregat del transport a l'Antàrtida va suggerir que Peden estava intentant anar-hi per tenir aventura o per trobar un marit, en lloc de fer la seva investigació. Malgrat els entrebancs, inclosa la no recepció d'equips crítics a l'Antàrtida, la investigació de Peden al continent va tenir èxit.
La primera dona estatunidenca que va dirigir una base de recerca antàrtica va ser Mary Alice McWhinnie, qui va dirigir l'estació McMurdo el 1974 i va estar acompanyada d'una monja i biòloga, Mary Odile Cahoon. El 1979, les dones estatunidenques encara feien servir equipament i roba àrtica dissenyada per a homes, tot i que «els funcionaris van dir que aquest problema s'està solucionant ràpidament». L'estatunidenca Ann Peoples es va convertir en la gerent del Berg Field Center el 1986, convertint-se en la primera dona que va exercir un «important paper de lideratge».
Les dones britàniques tenien problemes similars als de les estatunidenques. El director de la British Antarctic Survey (BAS) del 1959 al 1973 va ser Vivian Fuchs, qui «creia fermament que la inclusió de dones pertorbaria l'harmonia i la productivitat científica de les estacions antàrtiques». Les dones científiques britàniques van començar a treballar en la conservació de col·leccions com a part de la BAS abans que se les permetés visitar l'Antàrtida. Les dones que van sol·licitar a la BAS es van desanimar. Una carta del personal de la BAS enviada a una dona que va presentar una sol·licitud a la dècada del 1960 deia: «A les dones no les agradaria treballar a l'Antàrtida, ja que no hi ha botigues ni perruqueries». La primera dona de BAS que va anar a l'Antàrtida va ser Janet Thomson el 1983, que va descriure la prohibició de les dones com una «segregació més aviat inadequada». El 1987, a les dones encara se les va prohibia l'ús de les bases antàrtiques del Regne Unit i de la seva logística. Les dones no van passar l'hivern a l'Estació de Recerca de Halley fins al 1996, quaranta anys després de la creació d'aquesta estació britànica.
L'Argentina va enviar quatre dones científiques (la biòloga Irene Bernasconi, la bacteriòloga Maria Adela Caria, la biòloga Elena Martinez Fontes i l'experta en algues Carmen Pujals) a l'Antàrtida el 1969. Més tard, el 1978, l'Argentina va enviar una dona embarassada, Silvia Morello de Palma, a la base d'Esperanza, per a donar a llum i «utilitzar el nadó per presentar [les seves] reivindicacions territorials» a l'Antàrtida.
Un cop Austràlia va obrir iniciar viatges cap a l'Antàrtida per a dones, Elizabeth Chipman, qui va treballar com a mecanògrafa a Casey Station el 1976, va fer una crònica de totes les dones que hi van viatjar fins al 1984. Chipman va treballar per trobar el nom de totes les dones que havien estat a l'Antàrtida o fins i tot a prop d'ella i, finalment, va donar 19 caixes de folis de la seva investigació a la Biblioteca Nacional d'Austràlia.

## Les dones guanyen terreny

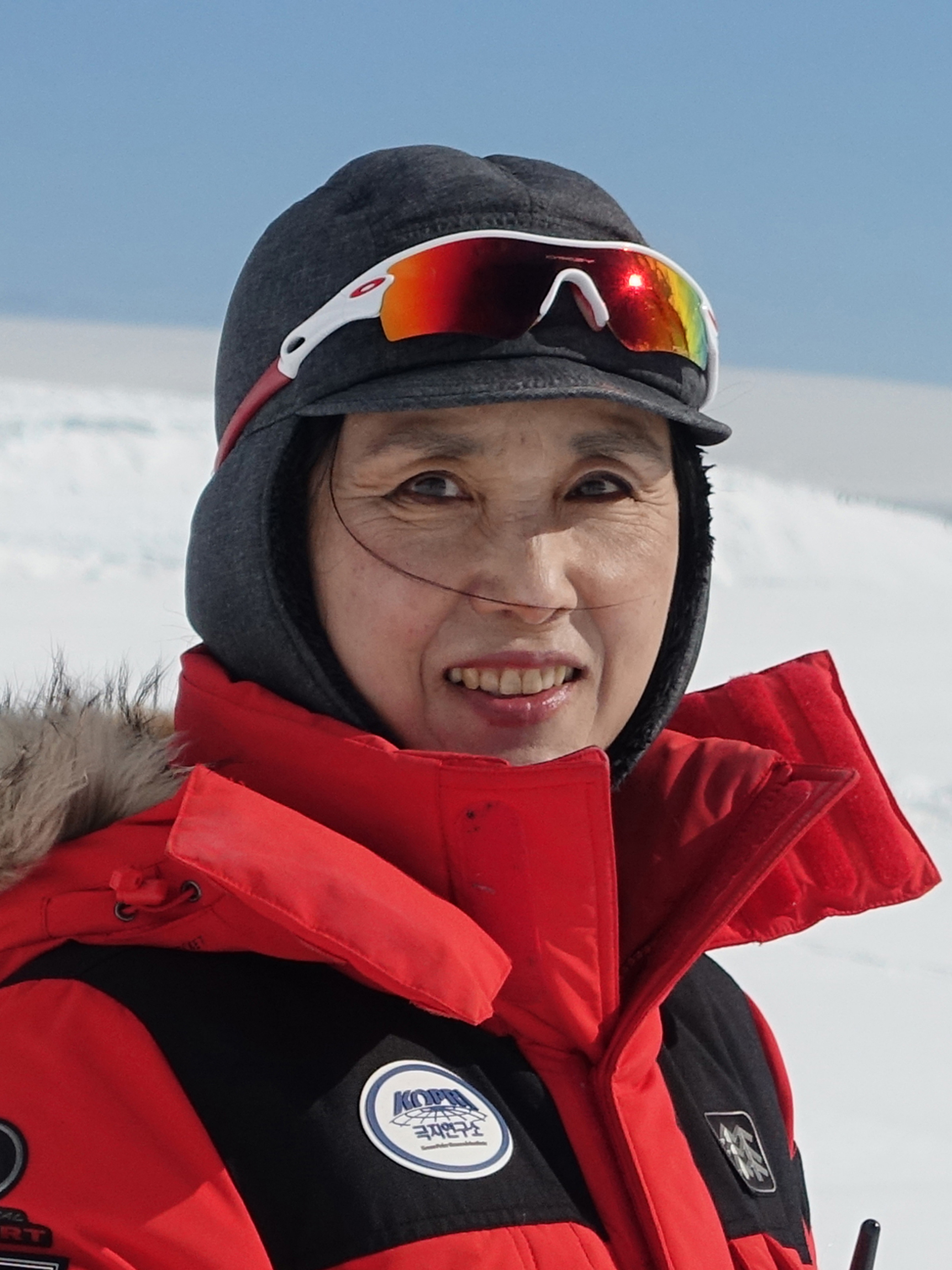
In-Young Ahn a la Base Rei Sejong de l'Antàrtida, 2015

La National Science Foundation (NSF) va iniciar la planificació a llarg abast el 1978, buscant instal·lacions que poguessin acollir una població formada per un 25% de dones. La temporada 1979-1980, només hi havia 43 dones al continent. El 1981, hi havia gairebé una dona per cada deu homes a l'Antàrtida. El 1983, la ràtio tornava a 20 homes per cada dona. A la dècada del 1980, la investigació de Susan Solomon a l'Antàrtida sobre la capa d'ozó i el «forat d'ozó» fa que guanyi «fama i aclamació».
A Espanya, Josefina Castellví, va ajudar amb la coordinació i també va participar en l'expedició del seu país a l'Antàrtida el 1984. Més tard, després que es construís una base espanyola el 1988, Castellví fou posada al capdavant després que el líder, Antoni Ballester, patís un ictus.
La primera dona líder d'una base a l'Antàrtida va ser l'australiana Diana Patterson, cap de la base Mawson el 1989. El primer grup d'hivernació format exclusivament per dones va ser alemany i va passar l'hivern 1990-1991 a Georg von Neumayer, amb la primera base antàrtica alemanya de dones, liderada per la metgessa Monika Puskeppeleit. El 1991 In-Young Ahn va ser la primera dona líder d'una base de recerca asiàtica (Base Rei Sejong) i la primera dona sud-coreana que va entrar a l'Antàrtida.
A l'Antàrtida hi havia aproximadament 180 dones la temporada 1990-1991. Dones de diversos països eren membres d'equips que van hivernar el 1992. La primera expedició exclusiva de dones va arribar al Pol Sud el 1993. Diana Patterson, la primera dona líder d'una base a l'Antàrtida, va veure com s'estava produint un canvi el 1995. Va considerar que moltes de les visions masclistes del passat havien cedit, de manera que les dones ja no eren jutjades pel fet de ser dones, sinó «pel bé que feien la seva feina».
El científic social, Robin Burns, va estudiar les estructures socials de l'Antàrtida la temporada 1995-1996. Va trobar que, mentre moltes dones anteriors tenien problemes, el 1995, hi havia més acceptació de les dones a l'Antàrtida. També a mitjans de la dècada del 1990, una de les gerents de les estacions, Ann Peoples, va considerar que s'havia arribat a un punt d'inflexió i que les dones de l'Antàrtida es normalitzaven. Encara hi havia homes a l'Antàrtida que no tenien por a expressar la seva opinió que «les dones no havien d'estar al gel», però a molts altres els agradava tenir «dones com a companyes i amigues». Les dones d'aquesta època van començar a sentir que «ara es dona per fet que les dones van a l'Antàrtida».
Els estudis fets a principis de la dècada del 2000 van demostrar que la inclusió de les dones en grups antàrtics era globalment beneficiosa. A principis de la dècada del 2000, Robin Burns va descobrir que les dones científiques que van gaudir de la seva experiència a l'Antàrtida van ser les que van poder acabar el seu treball científic, per veure el projecte completat.

## Història recent

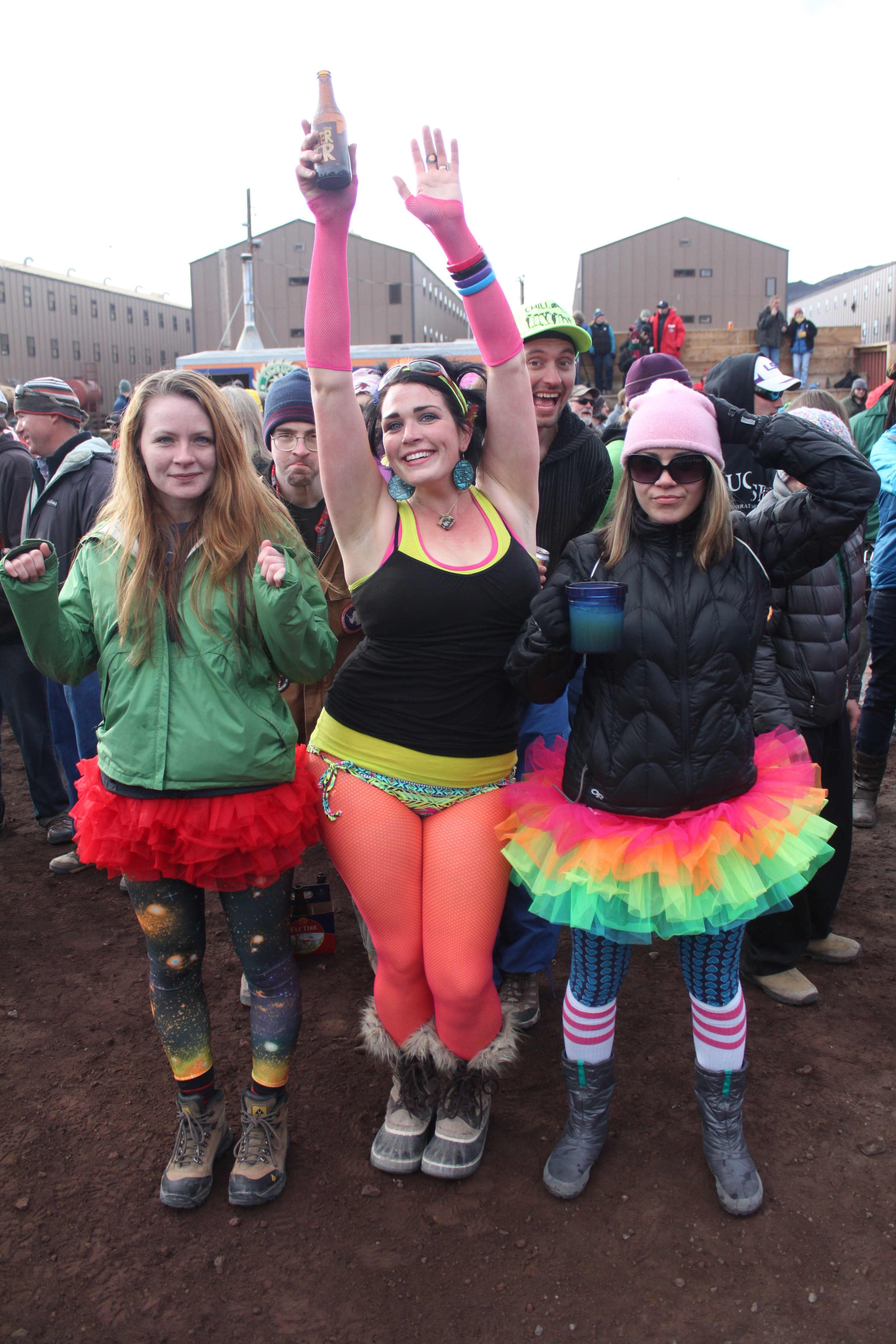
Dones celebrant el festival de música Icestock 2013 a l'Antàrtida

L'estatunidenca Lynne Cox va nedar una milla en aigües antàrtiques el 2003.
El 2005, l'escriptora Gretchen Legler descriu com hi havia moltes més dones a l'Antàrtida aquell any i que algunes eren lesbianes. El Dia Internacional de les Dones de 2012 va comptar amb més de cinquanta dones celebrant-lo a l'Antàrtida i que van representar el 70% de l'expedició internacional antàrtica.
El 2013, quan els Països Baixos van obrir el seu primer laboratori antàrtic, Corina Brussaard hi era per ajudar a establir-lo.
Homeward Bound és un programa de deu anys dissenyat per fomentar la participació de les dones en la ciència que tenia previst enviar la primera gran expedició (78 membres) formada exclusivament per dones a l'Antàrtida el 2016. El primer grup estava format per 76 dones i va arribar a l'Antàrtida per a tres setmanes, al desembre del 2016. Fabian Dattner i Jess Melbourne-Thomas van crear el projecte; la fundació Dattner Grant proporciona el financiament i cada participant aporta 15.000 dòlars per al projecte. Homeward Bound inclou dones empresàries i científiques que analitzen el canvi climàtic i el lideratge de les dones. El pla és crear una xarxa de 1.000 dones que es convertiran en líders en ciències. El primer viatge va sortir d'Amèrica del Sud el desembre del 2016.
El 2015, l'exèrcit del Regne Unit va començar a reclutar dones militars per a crear un equip exclusiu de dones soldat, anomenat Ice Maiden, per a creuar el continent antàrtic. L'Exercise Ice Maiden es va pensar per a estudiar la «resistència de les dones en condicions extremes». L'expedició Ice Maiden va ser una expedició de l'exèrcit britànic en què sis dones del Regne Unit es van convertir en el primer equip femení que va esquiar pel continent antàrtic utilitzant només la força muscular. Les Ice Maidens també va ser l'equip més gran que va esquiar tot el continent. L'expedició de 1.704 km va començar el 20 de novembre de 2017 i va acabar el 20 de gener de 2018, amb una durada de 62 dies.
Actualment, les dones representen el 55% de la pertinença a l'Association of Polar Early Career Scientists (APECS). El 2016, gairebé un terç de tots els investigadors de l'Antàrtida eren dones. El Programa Antàrtic Australià (AAP) fa un «esforç conscient per reclutar dones».
Recentment s'ha creat una xarxa social, «Women in Polar Science», que té com a objectiu connectar les dones científiques que treballen a l'Àrtida i a l'Antàrtida, i les proporciona una plataforma per compartir intercanvi de coneixements, experiències i oportunitats.

## Sexisme i assetjament sexual

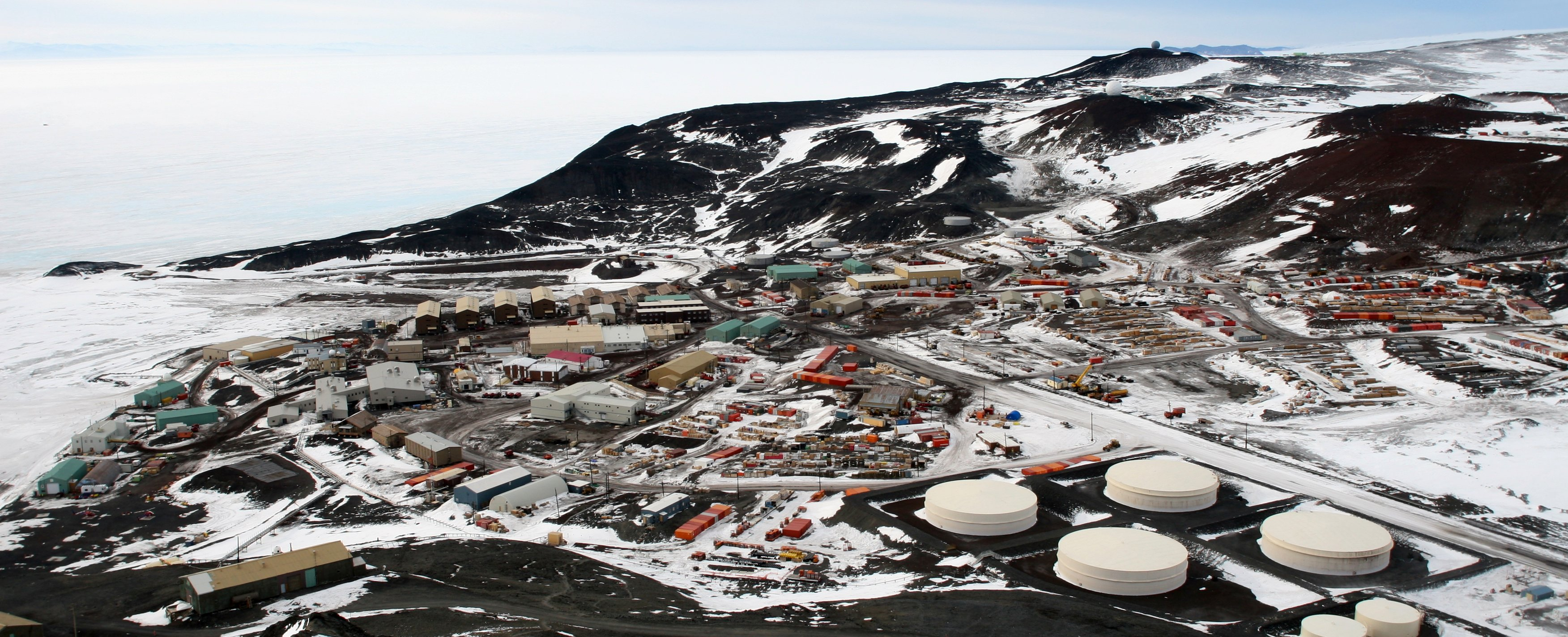
Estació McMurdo, situada a l'Illa Ross de l'Antàrtida, 2006

Quan l'operadora d'equips pesats, Julia Uberuaga, va anar per primera vegada a l'Antàrtida a finals de la dècada del 1970 i principis de la dècada del 1980, va recordar que «els homes la miraven fixament o la miraven malament, o bé li feien saber que no era benvinguda al treball». Rita Matthews, que va anar a l'Antàrtida durant el mateix període que Uberuaga va dir que els «homes eren per tot arreu. N'hi havia alguns que no deixaven mai de perseguir-nos». El 1983, Marilyn Woody va descriure viure a l'Estació McMurdo i va dir: «Et fa girar el cap, tota aquesta atenció de tots aquests homes». Llavors va dir: «T'adones que pots posar-te una bossa al cap i encara s'enamoren de tu».
Una altra científica, Cynthia McFee, va ser completament exclosa de la «companyonia masculina» i va haver de fer front a la soledat durant llargs períodes. Martha Kane, la segona dona que va hivernar al Pol Sud, va experimentar una «pressió negativa» per part dels homes amb «alguns la veien com una intrusa que havia envaït un domini masculí».
Durant la dècada del 1990, les dones van experimentar un estigma en l'Antàrtida. Aquestes dones van ser etiquetades com a «whores» (prostitutes) les qui interactuaven amb els homes i les que no interactuaven amb ells les deien «dykes» (despectiu de lesbiana).
A finals de la dècada del 1990 i principis de la dècada del 2000, les dones van considerar que el treball a l'Antàrtida «no eren gens favorable a les necessitats de les mares i existeix una profunda preocupació perquè una dona embarassada parís a l'Antàrtida».
L'assetjament sexual segueix sent un problema per a les dones que treballen a l'Antàrtida, ja que moltes dones científiques pateixen assetjaments sexuals no desitjats una vegada i una altra. Les dones continuen sent superades en molts treballs a l'Antàrtida, incloses les operacions de flota i els treballs qualificats.
Algunes organitzacions, com la Divisió Antàrtica Australiana, han creat i adoptat polítiques per combatre l'assetjament sexual i la discriminació per raó de gènere. El Programa Antàrtic dels Estats Units (United States Antarctic Program, USAP) anima les dones i les minories a presentar-se.

## Rècords de dones
- L'argentina Silvia Morella de Palma va ser la primera dona a donar a llum a l'Antàrtida a la base argentina de l'Esperança el 7 de gener de 1978.

- L'estatunidenca Lisa Densmore es va convertir en la primera dona que va arribar al cim del mont Vinson el 1988.[96]

- El 1993, l'estatunidenca Ann Bancroft va dirigir la primera expedició al pol Sud formada només per dones.[97]
- Bancroft i la noruega Liv Arnesen van ser les primeres dones que van esquiar en l'Antàrtida el 2001.[97]

- La britànica Maria Leijerstam es va convertir en la primera persona que va anar amb bicicleta al Pol Sud des de la vora del continent el 2013; va circular amb un tricicle reclinat.[98]

- L'alemanya Anja Blacha va establir el rècord de l'expedició polar en solitari (sense ajuda i sense assistència) més llarga per una dona el 2020.[99][100]

## Premis i honors
- El 1975, Eleanor Honnywill es va convertir en la primera dona a obtenir la medalla Fuchs del British Antarctic Survey (BAS).[71]

- La primera dona que va rebre una medalla polar va ser Virginia Fiennes el 1986; va ser distingida pel seu treball a l'Expedició Transglobe.[71] També va ser la primera dona que ha «hivernat a les dues regions polars».[27]

- Denise Mary Allen va ser la primera dona guardonada amb la medalla antàrtica australiana el 1989.[71]